# 北海道炭礦汽船
北海道炭礦汽船株式会社（ほっかいどうたんこうきせん、英: Hokkaido Colliery & Steamship Co., LTD.）は、石炭の輸入販売を行う日本の株式会社である。通称は北炭（ほくたん）。「礦」の字が「砿」「鉱」「鑛」などと記された資料もある。
会社は1889年（明治22年）に設立され、かつては北海道で多くの炭鉱を経営していた。財閥解体までは三井財閥に属し、その後も三井グループの一員であった。
政商とよばれた萩原吉太郎会長も一時代を築いた三井の大立者として知られる。また、慶應義塾大学理工学部へ土地を寄附した。
本店は東京都中央区日本橋本町にあるが、1989年（平成元年）まで本店は中央区日本橋室町にあった。
かつては室蘭市に本店を置いていた北海道有数の大企業であり、上場企業でもあった（証券コードは1505、上場廃止銘柄のコードが新規上場銘柄に付与されることはない）。
現在はロシアからの石炭輸入を中心とする専門商社となっており、北海道などにはグループ会社がある。

## 沿革

### 北海道炭礦鉄道

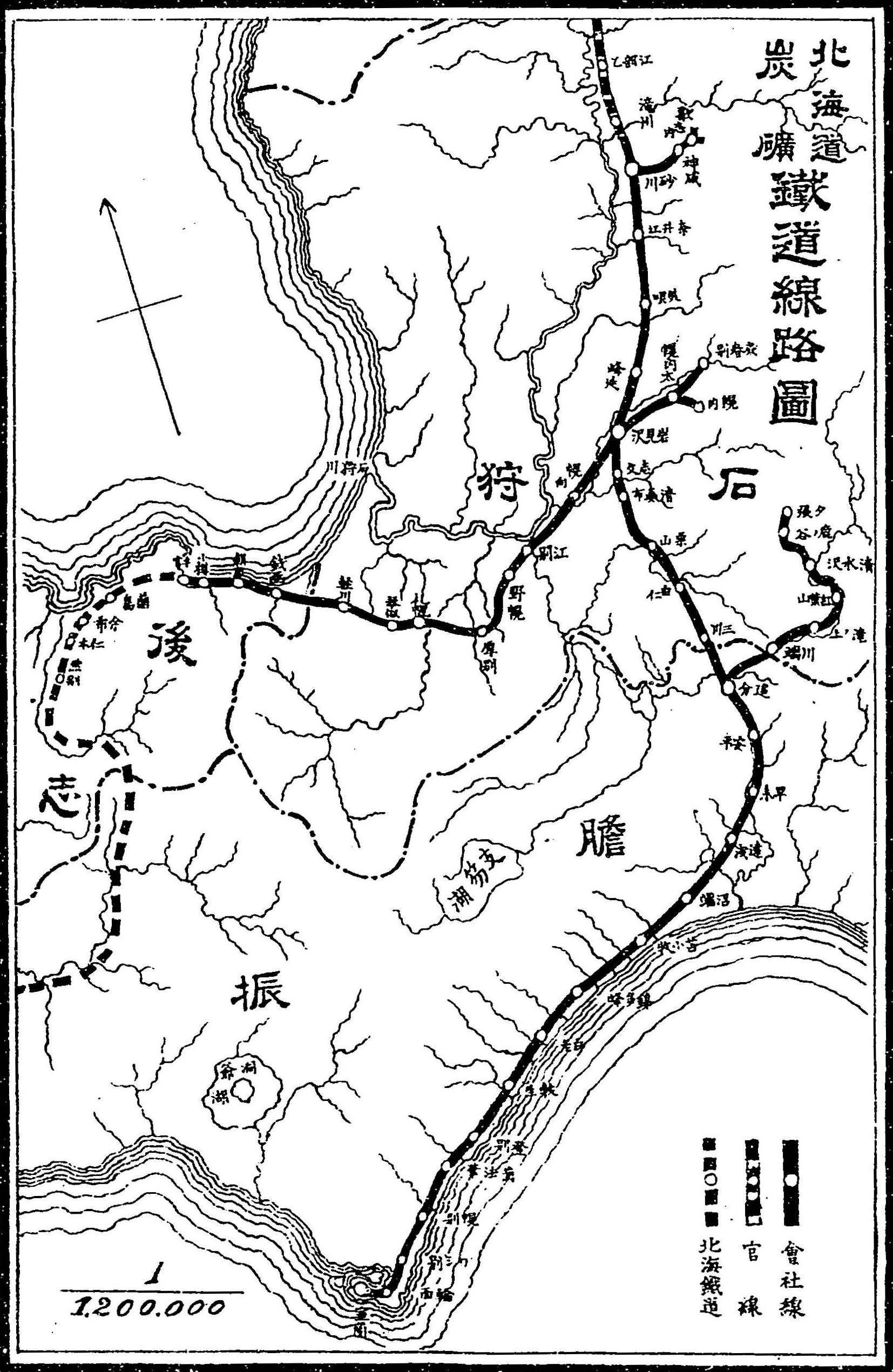
北海道炭礦鉄道株式会社 路線図

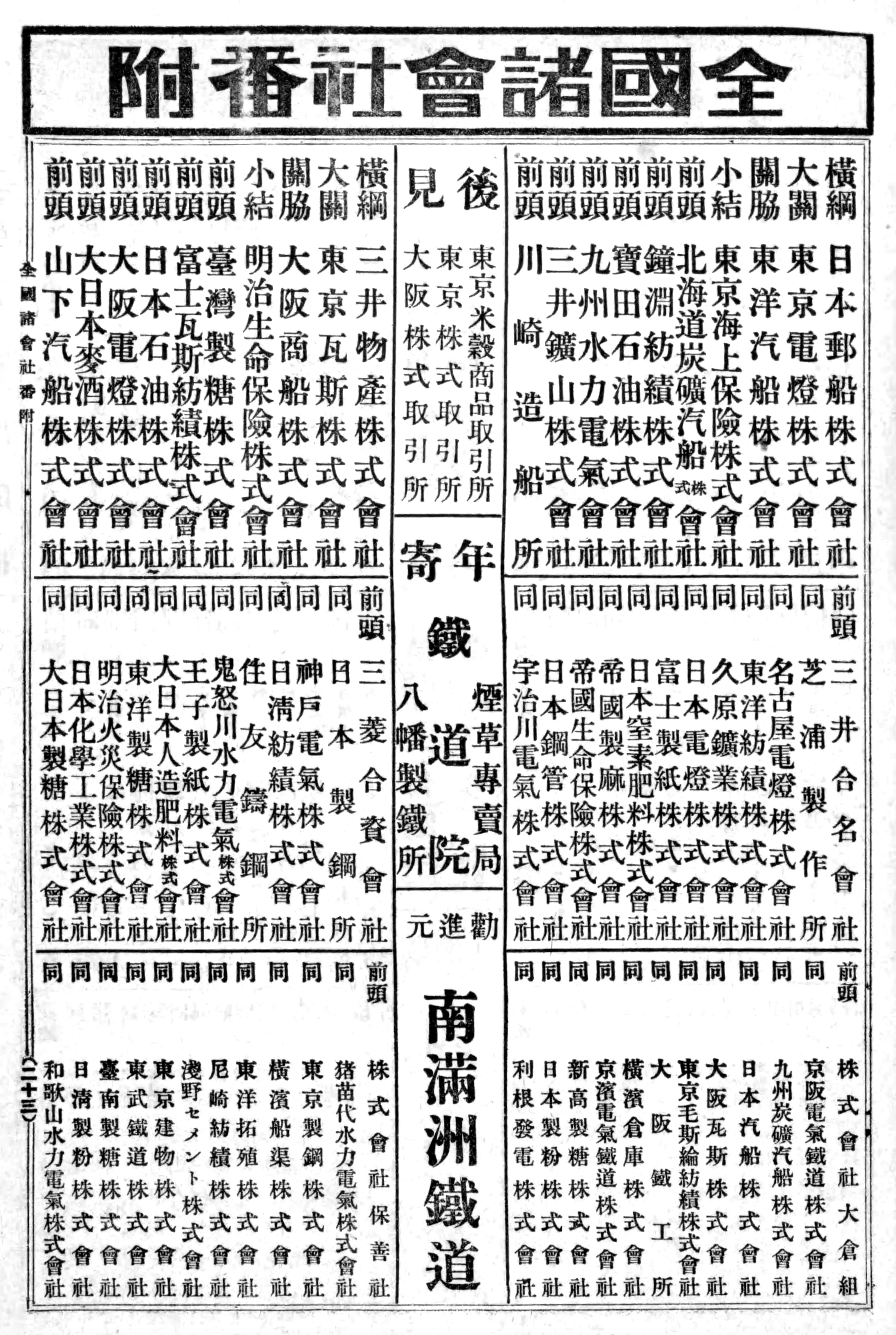
全国諸会社番付(大正12年)。前頭として掲載される。

- 1889年（明治22年）11月18日 - 堀基が中心となって北海道炭礦鉄道会社（ほっかいどうたんこうてつどうがいしゃ）を設立。
政府から現在の三笠市にある幌内炭鉱と、幌内・小樽間の官営幌内鉄道の払い下げを受け、また、集治監の囚人を使役できるなどの特権を与えられた[2]。
- 1890年（明治23年） - 現在の夕張市に夕張炭鉱を、現在の歌志内市に空知炭鉱を開設。
炭鉱の開発と並行して炭鉱から港までの鉄道を建設し、小樽港（小樽市）、室蘭港（室蘭市）を石炭の積み出し港として整備した。石炭を輸送する船を所有し、海運業も営んだ。
- 1893年（明治26年） - 夕張で北炭真谷地炭鉱を開設。
- 1896年（明治29年） - 商法の施行に伴い北海道炭礦鉄道株式会社に社名変更。
- 1902年（明治35年） - 楓炭鉱を開設。
- 1903年（明治36年） - 万字炭鉱を開設。

### 鉄道国有化後
- 1906年（明治39年）10月1日 - 鉄道国有法に伴い、北海道の幹線鉄道約200キロメートルを国に売却し、北海道炭礦汽船株式会社に社名変更。
- 1907年（明治40年）11月1日 - 英ビッカース・アームストロング社と共同して株式会社日本製鋼所を設立。
- 1909年（明治42年）7月23日 - 輪西製鐵場（現在の日本製鉄室蘭製鐵所）が操業開始。
- 1917年（大正6年）2月 - 輪西製鐵場を北海道製鐵株式会社として分社化（1919年に日本製鋼所に合併）。
- 1926年（大正15年） - 石炭火力発電所である清水沢電力所を竣工。
- 1938年（昭和13年）10月6日 - 天竜鉱（夕張市）で爆発事故。地下約2000mまでに約300人が入坑しており[3]、うち161人が死亡。
- 1939年（昭和14年） - 天塩炭鉱を開設。
- 1942年（昭和17年） - 所有船舶を三井船舶（現在の商船三井）に譲渡し、海運業から撤退。
- 1949年（昭和24年）5月16日 - 東京証券取引所に株式上場。
- 1951年（昭和26年）4月1日 - 天塩砿業所を関連会社の天塩鉄道→天塩炭砿鉄道に移管。
- 1954年（昭和29年）
  - 1月28日 - 平和鉱業所第2坑の縦坑で落盤が発生。5人が死亡[4]。
  - 8月10日 - 昭和天皇、香淳皇后が夕張鉱業所に行幸啓。鹿の谷クラブに宿泊[5]。
- 1958年（昭和33年）
  - 3月 - 埼玉県戸田市に石炭化学研究所を開設。
  - 8月27日 - 北海道不動産株式会社（現在のグランビスタ ホテル&リゾート）を設立。
- 1963年（昭和38年）
  - 夕張鉱業所第三鉱を分離し新夕張炭鉱開山。
  - 空知炭鉱を分社化し、空知炭礦株式会社設立[6]。
- 1965年（昭和40年）
  - 2月22日 - 夕張炭鉱でガス爆発[7]、62人が死亡。
  - 4月 - 石炭化学研究所を独立させ、北炭化成工業株式会社を設立。
- 1967年（昭和42年）4月 - 天塩炭砿鉄道株式会社が運営する天塩炭鉱が閉山。
- 1968年（昭和43年）
  - 7月31日 - 平和炭鉱で坑内火災[8]、31人が死亡。
  - 9月4日 - 夕張炭鉱で崩落[9]。
  - 10月1日 - 子会社の北炭商事株式会社（現在北商コーポレーション）を設立。
  - 12月26日 - 夕張炭鉱で露天掘り開始[10]。
- 1969年（昭和44年）5月28日 - 夕張2炭鉱で崩落[11]。
- 1974年（昭和49年）4月1日 - 夕張鉄道から夕張鉄道線を継承し、鉄道事業を再開[12]。
- 1975年（昭和50年）
  - 夕張新炭鉱が営業出炭開始。
  - 3月 - 平和炭鉱閉山[13]。
  - 4月1日 - 夕張鉄道線廃止[12]。
  - 8月 - 万字炭鉱が台風により水没[14]。
  - 11月27日 - 幌内炭鉱でガス爆発、24人が死亡[15]。
- 1976年（昭和51年）3月20日 - 万字炭鉱閉山。
- 1977年（昭和52年）11月1日 - 夕張炭鉱閉山[16]。
- 1978年（昭和53年）
  - 10月2日 - 各炭鉱ごとに別会社として分離[17]。
  - 10月3日 - 東証一部上場を廃止、店頭管理銘柄となる。
- 1980年（昭和55年）7月19日 - 清水沢炭鉱閉山。
- 1981年（昭和56年）10月16日 - 夕張新炭鉱でガス突出・坑道火災事故が発生[18]、93人死亡。
  - 12月15日 - 夕張新炭鉱を運営してきた子会社の北炭夕張炭鉱㈱が会社更生法の適用を申請[19]。
- 1982年（昭和57年）10月9日 - 夕張新炭鉱閉山[20]。
- 1987年（昭和62年）10月9日 - 北炭真谷地炭鉱株式会社が運営する真谷地炭鉱が閉山[21]。
- 1989年（平成元年）9月29日 - 北炭幌内炭鉱株式会社が運営する幌内炭鉱が閉山[22]。
- 1995年（平成7年）2月5日 - 会社更生法の適用を申請[23]。
  - 3月18日 - 空知炭礦株式会社が運営する空知炭鉱が閉山[24]、日本国内の石炭産業から完全撤退。
  - 6月23日 - 会社更生手続き開始の決定を受ける[25]。
- 2005年（平成17年）1月31日 - 会社更生手続完了。

## かつて運営していた炭鉱
- 夕張市内
  - 夕張炭鉱
  - 夕張新炭鉱 （1978年（昭和53年）10月2日[17]以降は北炭夕張炭鉱（株）が運営）
  - 平和炭鉱
  - 清水沢炭鉱
  - 真谷地炭鉱（1978年（昭和53年）10月2日[17]以降は北炭真谷地炭鉱（株）が運営）1905年（明治38年）頭山満、金子元三郎より鉱区を買収
  - 楓炭鉱
- 三笠市内
  - 幌内炭鉱 （1978年（昭和53年）10月2日[17]以降は北炭幌内炭鉱（株）が運営）
- 歌志内市内
  - 空知炭鉱（1963年（昭和38年）以降は空知炭礦（株）が運営[6]）
- 赤平市内
  - 赤間炭鉱
- 空知郡栗沢町（現岩見沢市）内
  - 万字炭鉱
- 留萌郡小平町内
  - 天塩炭鉱（1951年（昭和26年）以降は天塩鉄道（株）→天塩炭砿鉄道（株）が運営）

## 子会社
- 日本製鋼所
- 夕張鉄道